# Presa Peñitas
La Presa Peñitas, oficialmente llamada Central Hidroeléctrica Ángel Albino Corzo, es una presa y central hidroeléctrica ubicada en el cauce bajo del Río Grijalva, en el municipio de Ostuacán, Chiapas, próximo al ingreso de este cuerpo de agua a la planicie del estado de Tabasco.
La Central hidroeléctrica tiene una potencia instalada de 420 megawatts para generación de energía eléctrica, un embalse con una capacidad aproximada a 1,091 hectómetros cúbicos de agua, y una cortina con 58 metros de altura.
Su construcción inició en 1979 y terminó en junio de 1987, iniciando operaciones el 15 de septiembre de 1987. En 1983, el río había sido desviado por un canal de excedencias para concluir la construcción de la cortina.
Peñitas está en una de las regiones más lluviosas de México, motivo por el cual el escurrimiento que se registra es considerable. El agua de lluvia se desliza por las laderas hacia el Río Grijalva, dando lugar al aumento de los niveles del embalse, siendo necesario liberar, en reiteradas ocasiones, millones de metros cúbicos de agua por minuto que han dado lugar a inundaciones en la planicie del estado de Tabasco.
El desfogue de emergencia de esta presa, junto con las lluvias torrenciales, jugaron un papel muy importante en las inundaciones del año 2007, cuando las aguas cubrieron el 62% del territorio tabasqueño, y la posterior en el 2020.